# Arco de São Jorge

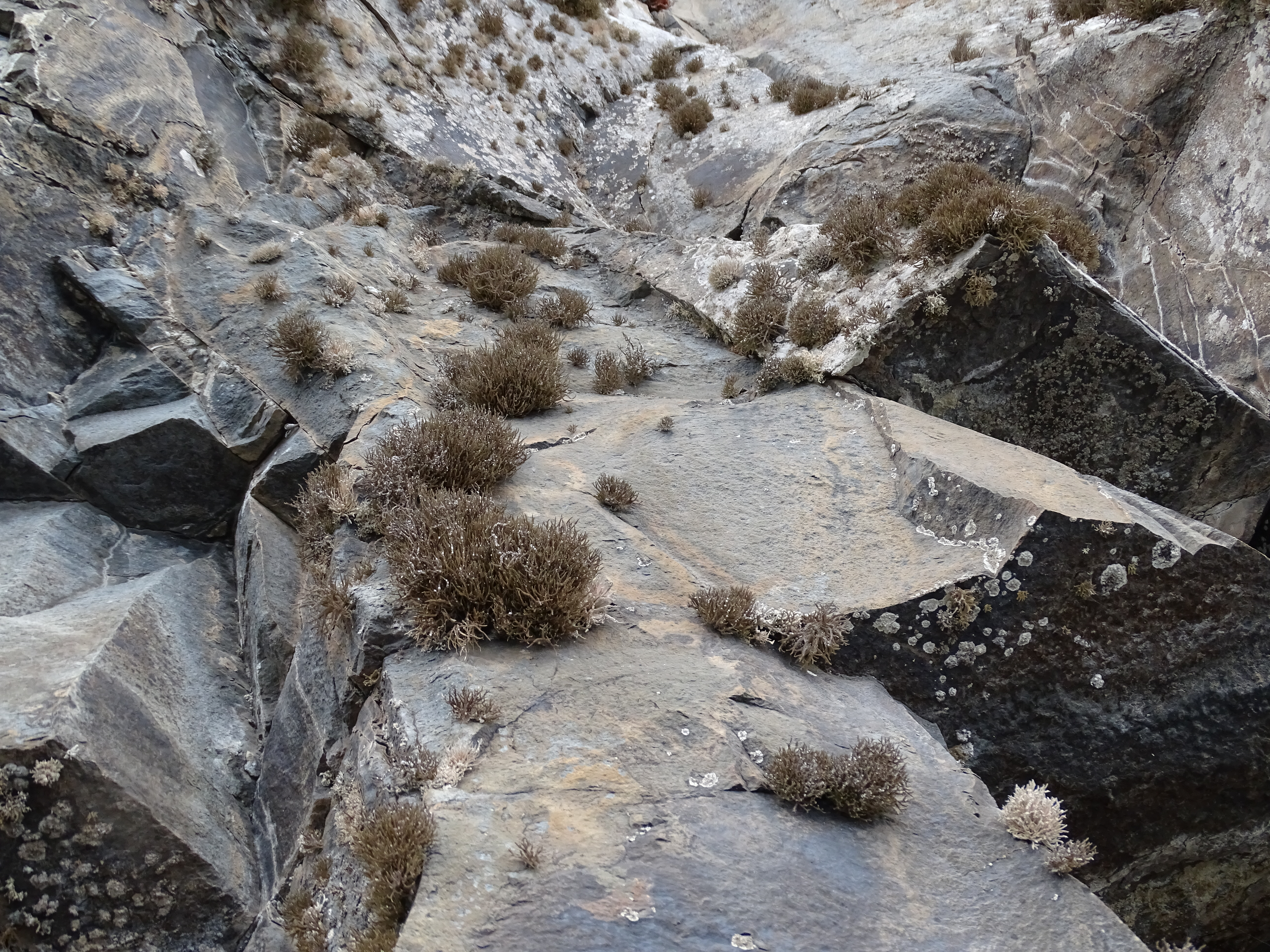
Roccella tinctoria, un lichen qui pousse dans des falaises basaltiques sur la cote dArco de São Jorge, ici sous la pluie. Ses plantes permettent d'obtenir l'orcéine, un coloris recherché. Sa cueillette était une activité lucrative mais dangereuse, à cause des falaises escarpées, c'est-à-dire souvent verticales. Jusqu'à la construction de levadas, cette cueillette était considérée comme l'activité la plus périlleuse de l'ile, et a couté la vie à de nombreuses personnes. Septembre 2022.

Arco de São Jorge est une freguesia portugaise située dans la ville de Santana, dans la région autonome de Madère.
Avec une superficie de 3,50 km2 et une population de 509 habitants (2001), la paroisse possède une densité de 145,4 hab/km2.